# Genel Energy
Genel Energy plc est une société pétrolière ayant un siège social à Jersey et des bureaux extérieurs en Turquie. La société est cotée à la bourse de Londres. Ses activités d'exploration et de production au Kurdistan irakien prévoient d'étendre ses activités à d'autres pays du Moyen-Orient et d'Afrique du Nord. La société détient des droits sur six contrats de partage de production, y compris des intérêts dans les champs Taq Taq, Tawke et Chia Surkh. 
Genel Energy a été créée en 2011 à la suite de l'acquisition inversée du turc Genel Enerji par la société d'investissement dirigée par Tony Hayward, Vallares.  Vallares a été créée par Tony Hayward, le financier Nat Rothschild et le banquier Julian Metherell. Genel Enerji était contrôlé par Mehmet Emin Karamehmet par le biais du groupe Çukurova (56%) et de la famille de Mehmet Sepil (44%). 